# 小林速男
小林 速男（こばやし はやお、1942年 - ）は、日本の化学者。専門は分子性導体。分子科学研究所名誉教授。理学博士。
分子性導体研究の勃興期からこの分野に携わり、日本における分子性導体・超伝導体の開発研究を牽引した。

## 来歴
1942年、東京府（現在の東京都）に生まれた。
1965年に東京大学理学部化学科を卒業。1967年に同大学大学院修士課程を修了し、1970年に理学博士号を取得した。博士課程在籍時に分子性伝導体の研究を開始した。
1971年に東邦大学理学部の講師、1974年に同大学助教授を経て、1980年から1995年まで同大学教授を務めた。
1995年に岡崎市に所在する国立共同研究機構分子科学研究所に異動し、同研究所の分子集団研究系・分子集団動力学研究部門の教授に着任。2007年に定年退職するまで同職を務めた。
その間、総合研究大学院大学教授も兼任。分子科学研究所退職後は、日本大学文理学部客員教授を務めた。
妻の小林昭子も化学者であり、東京大学名誉教授である。

## 受賞・栄典
- 1997年：第14回日本化学会学術賞 - 分子性金属・超伝導体の分子設計と開拓[8]
- 2006年：第58回日本化学会賞 - 磁性有機超伝導体および単一分子性金属の研究[8][9]
- 2023年： 瑞宝中綬章[6][10]